# Brian Magee
Brian Magee (n. 9 iunie 1975, Lisburn⁠(d), Irlanda de Nord, Regatul Unit) este un boxer, campion european la supermijlocie, ce a concurat la amatori pentru Irlanda la categoria mijlocie la Olimpiada 1996. În cariera profesionistă a fost campion european, IBO și britanic la supermijlocie.

## Rezultate
| 36 Victorii (24 cnocauturi), 5 Înfrângeri, 1 Egal |          |                       |     |              |             |                                                         |                                                                   |
| Rez.                                              | Palmares | Oponent               | Tip | Runda        | Data        | Locația                                                 | Note                                                              |
| Înfrângere                                        | 36–5–1   | Mikkel Kessler        | TKO | 3 (12), 0:24 | 12/08/2012  | Jyske Bank Boxen, Herning, Danemarca                    | A pierdut centura WBA (Regular) la supermijlocie                  |
| Victorie                                          | 36-4-1   | Rudy Markussen        | KO  | 5 (5)        | 02/18/2012  | SAP Arena, Mannheim, Germania                           | Și-a apărat titlul WBA interimar la supermijlocie.                |
| Victorie                                          | 35-4-1   | Jaime Barboza         | UD  | 12 (12)      | 07/30/2011  | Gimnasio Nacional, San José, Costa Rica                 | Pentru titlul WBA interimar la supermijlocie.                     |
| Înfrângere                                        | 34–4-1   | Lucian Bute           | TKO | 10 (12),     | 19/03/2011  | Bell Centre, Montreal, Quebec                           | Pentru titlul IBF la supermijlocie.                               |
| Victorie                                          | 34-3-1   | Roman Aramyan         | UD  | 12 (12)      | 09/11/2010  | National Stadium, Dublin, Ireland                       | Și-a apărat titlul EBU la supermijlocie.                          |
| Victorie                                          | 33-3-1   | Mads Larsen           | RTD | 8 (12)       | 30/01/2010  | NRGi Arena, Aarhus, Denmark                             | A câștigat titlul EBU la supermijlocie.                           |
| Victorie                                          | 32-3-1   | Steve McGuire         | KO  | 8 (12)       | 13/12/2008  | International Centre, Brentwood, Essex, England         | A câștigat titlul BBBofC Britanic la supermijlocie.               |
| Victorie                                          | 31-3-1   | Simeon Cover          | TKO | 4 (6)        | 11/07/2008  | Robin Park Centre, Wigan, Greater Manchester, England   |                                                                   |
| Victorie                                          | 30-3-1   | Tyrone Wright         | PTS | 6 (6)        | 07/03/2008  | Leisure Centre, Nottinghamshire, England                |                                                                   |
| Victorie                                          | 29-3-1   | Mark Nilsen           | PTS | 4 (4)        | 08/02/2008  | Leisure Centre, Peterlee, County Durham, England        |                                                                   |
| Egal                                              | 28-3-1   | Tony Oakey            | MD  | 12 (12)      | 25/08/2007  | The Point, Dublin, Ireland                              | For BBBofC British Light Heavyweight title                        |
| Victorie                                          | 28-3-0   | Danny Thornton        | RTD | 2 (6)        | 08/06/2007  | Civic Centre, Motherwell, Scotland                      |                                                                   |
| Victorie                                          | 27-3-0   | Andrew Lowe           | PTS | 12 (12)      | 26/01/2007  | Goresbrook Leisure Centre, Dagenham, Essex, England     | Eliminator pentru titlul BBBofC la semigrea.                      |
| Victorie                                          | 26-3-0   | Paul David            | PTS | 6 (6)        | 03/11/2006  | Metrodome, Barnsley, Yorkshire, England                 |                                                                   |
| Înfrângere                                        | 25-3-0   | Carl Froch            | TKO | 11 (12)      | 26/05/2006  | York Hall, Bethnal Green, London, England               | Pentru titlurile BBBofC British și Commonwealth la supermijlocie. |
| Victorie                                          | 25-2-0   | Daniil Prakaptsou     | TKO | 2 (4)        | 28/01/2006  | National Stadium, Dublin, Ireland                       |                                                                   |
| Victorie                                          | 24-2-0   | Varuzhan Davtyan      | TKO | 2 (8)        | 14/10/2005  | National Stadium, Dublin, Ireland                       |                                                                   |
| Înfrângere                                        | 23-2-0   | Vitaliy Tsypko        | SD  | 12 (12)      | 16/07/2005  | Arena Nürnberger Versicherung, Nürnberg, Germania       | Pentru titlul vacant EBU la supermijlocie.                        |
| Victorie                                          | 23-1-0   | Neil Linford          | TKO | 7 (8)        | 26/'11/2004 | Leisure Centre, Altrincham, Greater Manchester, England |                                                                   |
| Înfrângere                                        | 22-1-0   | Robin Reid            | UD  | 12 (12)      | 26/06/2004  | King's Hall, Belfast, Irlanda de Nord                   | A pierdut titlul IBO la supermijlocie.                            |
| Victorie                                          | 22-0-0   | Jerry Elliot          | UD  | 12 (12)      | 17/04/2004  | King's Hall, Belfast, Irlanda de Nord                   | A păstrat titlul IBO la supermijlocie.                            |
| Victorie                                          | 21-0-0   | Hacine Cherifi        | TKO | 8 (12)       | 22/11/2003  | King's Hall, Belfast, Irlanda de Nord                   | A păstrat titlul IBO la supermijlocie.                            |
| Victorie                                          | 20-0-0   | Omar Eduardo Gonzalez | KO  | 1 (12)       | 04/10/2003  | Ulster Hall, Belfast, Irlanda de Nord                   | A păstrat titlul IBO la supermijlocie.                            |

| Titlu nou                       | Campion WBA la supermijlocie Titlu interimar 30 iulie 2011 – prezent                | În funcție           |
| Predecesor: Ramon Arturo Britez | Campion mondial la supermijlocie Recunoscut de IBO 10 decembrie 2001 - 6 iunie 2004 | Succesor: Robin Reid |